# Mimetica mortuifolia
Mimetica mortuifolia är en insektsart som beskrevs av Francois Jules Pictet de la Rive 1888. Mimetica mortuifolia ingår i släktet Mimetica och familjen vårtbitare. Inga underarter finns listade i Catalogue of Life.